# Patrick Kujala
Patrick Kujala (ur. 15 maja 1996 roku w Marbelli) – fiński kierowca wyścigowy.

## Kariera
Kujala urodził się w Marbelli w Hiszpanii i tam spędził wiele czasu. Karierę rozpoczął w 2007 roku, od startów w kartingu. W 2011 roku zadebiutował w serii wyścigów samochodów jednomiejscowych – Francuskich Mistrzostwach F4. Będąc pięciokrotnie w czołowej piątce, najlepiej spisał się na belgijskim torze Spa-Francorchamps. W obu wyścigach walczył o zwycięstwo z Francuzem Pierre Gasly, z którym podzielił się dwoma najlepszymi pozycjami. Zwyciężywszy w pierwszym starcie, uzyskał również najszybszy czas okrążenia wyścigu. Zdobyte punkty sklasyfikowały go na 5. miejscu.
W sezonie 2012 podpisał kontrakt z fińskim zespołem Koiranen Motorsport, na udział w Formule Renault 2.0 Alps oraz Formule Renault 2.0 Eurocup. W pierwszej z nich ośmiokrotnie zdobywał punkty, za każdym razem plasując się na piątym miejscu (raz był szósty). W drugiej z kolei punkty zdobył tylko raz, kończąc niedzielny wyścig na torze w Moskwie, na piątej pozycji. Ostatecznie rywalizację ukończył odpowiednio na 6. i 23. miejscu.
W 2013 roku ponownie nawiązał współpracę z Koiranen Motorsport, tym razem jednak na starty w Serii GP3. W ciągu szesnastu wyścigów, w których wystartował, ani raz nie zdołał stanąć na podium. Z dorobkiem pięciu punktów został sklasyfikowany na dwudziestej pozycji w klasyfikacji generalnej.
Na sezon 2014 Fin podpisał kontrakt z brytyjską ekipą Marussia Manor Racing, jednak po wycofaniu się tej ekipy z mistrzostw serii GP3 zmienił zespół na Trident. Wystartował łącznie w osiemnastu wyścigach, spośród których czterokrotnie zdobywał punkty. Uzbierał łącznie 22 punkty, które zapewniły mu czternaste miejsce w końcowej klasyfikacji kierowców.

## Statystyki
| Sezon | Seria                                 | Zespół                | Wyścigi | Zwycięstwa | PP | NO | Podium | Punkty | Pozycja |
| ----- | ------------------------------------- | --------------------- | ------- | ---------- | -- | -- | ------ | ------ | ------- |
| 2011  | Francuska Formuła 4                   | Autosport Academy     | 14      | 1          | 0  | 1  | 2      | 76     | 5       |
| 2012  | Europejski Puchar Formuły Renault 2.0 | Koiranen Motorsport   | 14      | 0          | 0  | 0  | 0      | 10     | 23      |
| 2012  | Alpejska Formuła Renault 2.0          | Koiranen Motorsport   | 14      | 0          | 0  | 0  | 0      | 78     | 6       |
| 2013  | Seria GP3                             | Koiranen GP           | 16      | 0          | 0  | 0  | 0      | 5      | 20      |
| 2014  | Seria GP3                             | Marussia Manor Racing | 18      | 0          | 0  | 0  | 0      | 22     | 14      |
| 2014  | Seria GP3                             | Trident               | 18      | 0          | 0  | 0  | 0      | 22     | 14      |

## Wyniki w GP3
| Legenda oznaczeń w tabelach wyników Wyświetl szablon na nowej stronie | Legenda oznaczeń w tabelach wyników Wyświetl szablon na nowej stronie                                                                     |
| Oznaczenie                                                            | Wyjaśnienie |
| --------------------------------------------------------------------- | --- |
| Złoty                                                                 | Zwycięzca lub mistrzostwo |
| Srebrny                                                               | 2. miejsce lub wicemistrzostwo |
| Brązowy                                                               | 3. miejsce lub II wicemistrzostwo |
| Zielony                                                               | Ukończył, punktował (w klasyfikacji generalnej, gdy zdobył co najmniej jeden punkt na przestrzeni sezonu, poza trzema powyższymi opcjami) |
| Niebieski                                                             | Ukończył, nie punktował (w klasyfikacji generalnej, gdy nie zdobył co najmniej jednego punktu na przestrzeni sezonu)                      |
| Czerwony                                                              | Nie zakwalifikował się (NZ) |
| Czerwony                                                              | Nie prekwalifikował się (NPK) |
| Różowy                                                                | Nie ukończył (NU) |
| Różowy                                                                | Niesklasyfikowany (NS) (w klasyfikacji generalnej, gdy nie został sklasyfikowany w żadnym wyścigu sezonu)                                 |
| Czarny                                                                | Zdyskwalifikowany (DK) |
| Czarny                                                                | Wykluczony (WYK/EX) |
| Biały                                                                 | Nie wystartował (NW) |
| Biały                                                                 | Kontuzjowany (K/INJ) |
| Biały                                                                 | Wyścig odwołany (OD/C) |
| Bez koloru                                                            | Został wycofany (WYC/WD) |
| Bez koloru                                                            | Nie przybył (NP/DNA) |
| Bez koloru                                                            | Nie brał udziału w treningach (NT/DNP) |
| Bez koloru                                                            | Nie został zgłoszony (–) |
| Pogrubienie                                                           | Start z pole position |
| Kursywa                                                               | Najszybsze okrążenie wyścigu |
| †                                                                     | Nie ukończył, ale jego rezultat został zaliczony ze względu na przejechanie więcej niż 90% dystansu wyścigu.                              |
| *                                                                     | Sezon w trakcie |
| 1/2/3                                                                 | Punktowana pozycja w sprincie kwalifikacyjnym                                                                                             |
| Lista systemów punktacji Formuły 1                                    | |

| Rok  | Zespół                | Wyniki w poszczególnych eliminacjach | Wyniki w poszczególnych eliminacjach | Wyniki w poszczególnych eliminacjach | Wyniki w poszczególnych eliminacjach | Wyniki w poszczególnych eliminacjach | Wyniki w poszczególnych eliminacjach | Wyniki w poszczególnych eliminacjach | Wyniki w poszczególnych eliminacjach | Wyniki w poszczególnych eliminacjach | Wyniki w poszczególnych eliminacjach | Wyniki w poszczególnych eliminacjach | Wyniki w poszczególnych eliminacjach | Wyniki w poszczególnych eliminacjach | Wyniki w poszczególnych eliminacjach | Wyniki w poszczególnych eliminacjach | Wyniki w poszczególnych eliminacjach | Wyniki w poszczególnych eliminacjach | Wyniki w poszczególnych eliminacjach | Punkty | Pozycja |
| ---- | --------------------- | ------------------------------------ | ------------------------------------ | ------------------------------------ | ------------------------------------ | ------------------------------------ | ------------------------------------ | ------------------------------------ | ------------------------------------ | ------------------------------------ | ------------------------------------ | ------------------------------------ | ------------------------------------ | ------------------------------------ | ------------------------------------ | ------------------------------------ | ------------------------------------ | ------------------------------------ | ------------------------------------ | ------ | ------- |
| 2013 | Koiranen GP           | ESP                                  | ESP                                  | VAL                                  | VAL                                  | GBR                                  | GBR                                  | DEU                                  | DEU                                  | HUN                                  | HUN                                  | BEL                                  | BEL                                  | ITA                                  | ITA                                  | ARE                                  | ARE                                  |                                      |                                      | 5      | 20      |
| 2013 | Koiranen GP           | NU                                   | 16                                   | 21                                   | 15                                   | NU                                   | DK                                   | 13                                   | 13                                   | 14                                   | 11                                   | 13                                   | 20                                   | 10                                   | 12                                   | 8                                    | 19                                   |                                      |                                      | 5      | 20      |
| 2014 |                       | ESP                                  | ESP                                  | AUT                                  | AUT                                  | GBR                                  | GBR                                  | DEU                                  | DEU                                  | HUN                                  | HUN                                  | BEL                                  | BEL                                  | ITA                                  | ITA                                  | RUS                                  | RUS                                  | ARE                                  | ARE                                  | 22     | 14      |
| 2014 | Marussia Manor Racing | 4                                    | NU                                   | 9                                    | 7                                    | 12                                   | NU                                   | 25                                   | 16                                   | 13                                   | 10                                   | NU                                   | 21                                   | 7                                    | NU                                   | -                                    | -                                    | -                                    | -                                    | 22     | 14      |
| 2014 | Trident               | -                                    | -                                    | -                                    | -                                    | -                                    | -                                    | -                                    | -                                    | -                                    | -                                    | -                                    | -                                    | -                                    | -                                    | 13                                   | 9                                    | NU                                   | 14                                   | 22     | 14      |